# Willibald Kirfel
Willibald Kirfel (* 29. Januar 1885 in Reifferscheid; † 16. Oktober 1964 in Bonn) war ein deutscher Indologe, der bedeutende Beiträge zur Erforschung der Puranas und der indischen Kosmografie leistete.

## Leben
Er studierte von 1904 bis 1908 Indologie in Bonn und promovierte dort 1908. Von 1911 bis 1921 arbeitete er zunächst als Bibliothekar an der Universitätsbibliothek Bonn. Im Jahre 1920 habilitierte er sich in Bonn und wurde 1922 als ordentlicher Professor auf den Lehrstuhl seines Lehrers Hermann Jakobi an der Universität Bonn berufen.
Schon früh widmete er sich einem seiner wichtigsten Forschungsfelder, der Kosmographie der Brahmanen, Jainas und Buddhisten. Im Jahr 1920 veröffentlichte er seine Habilitationsschrift über Die Kosmographie der Inder, die 1967 als Nachdruck erschien.
Kirfel studierte auch intensiv die Puranas und versuchte jene Passagen herauszuarbeiten, welche immer wieder in verschiedenen Varianten in zahlreichen Texten erscheinen. Das Resultat seiner Forschungen veröffentlichte er in dem Titel Das Purânapancalakshana, Versuch einer Textgeschichte. Viele weitere Artikel über Purana-Themen folgten, zudem auch Bücher über die Symbolik von Hinduismus, Buddhismus und Jainismus. Zusammen mit H. Hilgenburg übersetzte er die Ashtângahridayasamhitâ, eine wichtige Abhandlung über die Medizin.

## Schriften (Auswahl)
- Kosmographie der Inder. Nach Quellen dargestellt. Schröder, Bonn 1920 (Nachdruck: Wissenschaftliche Buchgesellschaft, Darmstadt 1967),
- Das Purâna Pancalakshana, Versuch einer Textgeschichte. Schroeder, Bonn 1927.
- Krishnas Jugendgeschichte in den Puranas. In: Willibald Kirfel (Hrsg.): Beiträge zur Literaturwissenschaft und Geistesgeschichte Indiens. Festgabe Hermann Jacobi zum 75. Geburtstag 11.2.1925, dargebracht von Freunden, Kollegen und Schülern. Klopp, Bonn 1926.
- Grundriß der Bibliographie zum Gebrauch bei Vorlesungen (= Schriftenreihe der Bibliothekarsschule Bonn, Bd. 1). Zentralstelle d. Borromäus-Vereins, Bonn 1928.
- Bharatavarsa (Indien). Textgeschichtliche Darstellung zweier geographischer Purāṇa-Texte nebst Übersetzung (= Beiträge zur indischen Sprachwissenschaft und Religionsgeschichte, Bd. 6). Kohlhammer, Stuttgart 1931.
- August Wilhelm Schlegel und die Bonner indologische Schule. Scheur, Bonn 1944.
- Die dreiköpfige Gottheit. Archäologisch-ethnologischer Streifzug durch die Ikonographie der Religionen. Dümmler, Bonn 1948.
- Der Rosenkranz. Ursprung und Ausbreitung (= Beiträge zur Sprach- und Kulturgeschichte des Orients, Bd. 1). Vorndran, Walldorf-Hessen 1949.
- Die fünf Elemente, insbesondere Wasser und Feuer. Ihre Bedeutung für den Ursprung altindischer und altmediterraner Heilkunde. Eine medizingeschichtliche Studie (= Beiträge zur Sprach- und Kulturgeschichte des Orients, Bd. 4). Vorndran, Walldorf-Hessen 1951.
- Das Purâna vom Weltgebäude (Bhuvanavinyasa). Die kosmographischen Traktate der Purāṇa's. Versuch einer Textgeschichte (= Bonner orientalistische Studien, N.S., Bd. 1). Oriental. Seminar d. Univ. Bonn 1954 (Digitalisat)
- Zur Eschatologie von Welt und Leben. Ein purāṇischer Text nebst Übertragung in textgeschichtlicher Darstellung (= Bonner orientalistische Studien, N.S., Bd. 5). Orientalisches Seminar d. Univ. Bonn 1959.
- Symbolik des Buddhismus (= Symbolik der Religionen, Bd. 5). Hiersemann, Stuttgart 1959.
- Symbolik des Hinduismus und Jainismus (= Symbolik der Religionen, Bd. 4). Hiersemann, Stuttgart 1959.
- Die Kultur der Inder. 2. erw. Aufl. Sonderausgabe. Akademische Verlagsgesellschaft Athenaion, Wiesbaden 1973, ISBN 3-7997-0128-3.
- Kleine Schriften. Hrsg. von Robert Birwé (= Glasenapp-Stiftung, Bd. 11). Steiner, Wiesbaden 1976, ISBN 3-515-01877-8.

Festschrift
- Otto Spies (Hrsg.): Studia Indologica. Festschrift für Willibald Kirfel zur Vollendung seines 70. Lebensjahres (= Bonner orientalistische Studien. Neue Folge, Bd. 3). Orientalistisches Seminar der Universität Bonn 1955.